# Fouad el-Kheir
Fouad Abdel Meguid Abou el-Kheir (in arabo فؤاد عبد المجيد أبو الخير‎?; Alessandria d'Egitto, 18 novembre 1921 – 8 gennaio 2003) è stato un cestista e allenatore di pallacanestro egiziano.
Era il padre di Sherif Abou el-Kheir.

## Carriera
Con l'Egitto ha disputato due edizioni dei Giochi olimpici (Londra 1948 e Helsinki 1952) e i Campionati mondiali del 1950.
Da allenatore ha guidato l'Egitto in due edizioni dei Giochi olimpici (Montréal 1976 e Los Angeles 1984).